# Muzeum Technik Ceramicznych w Kole

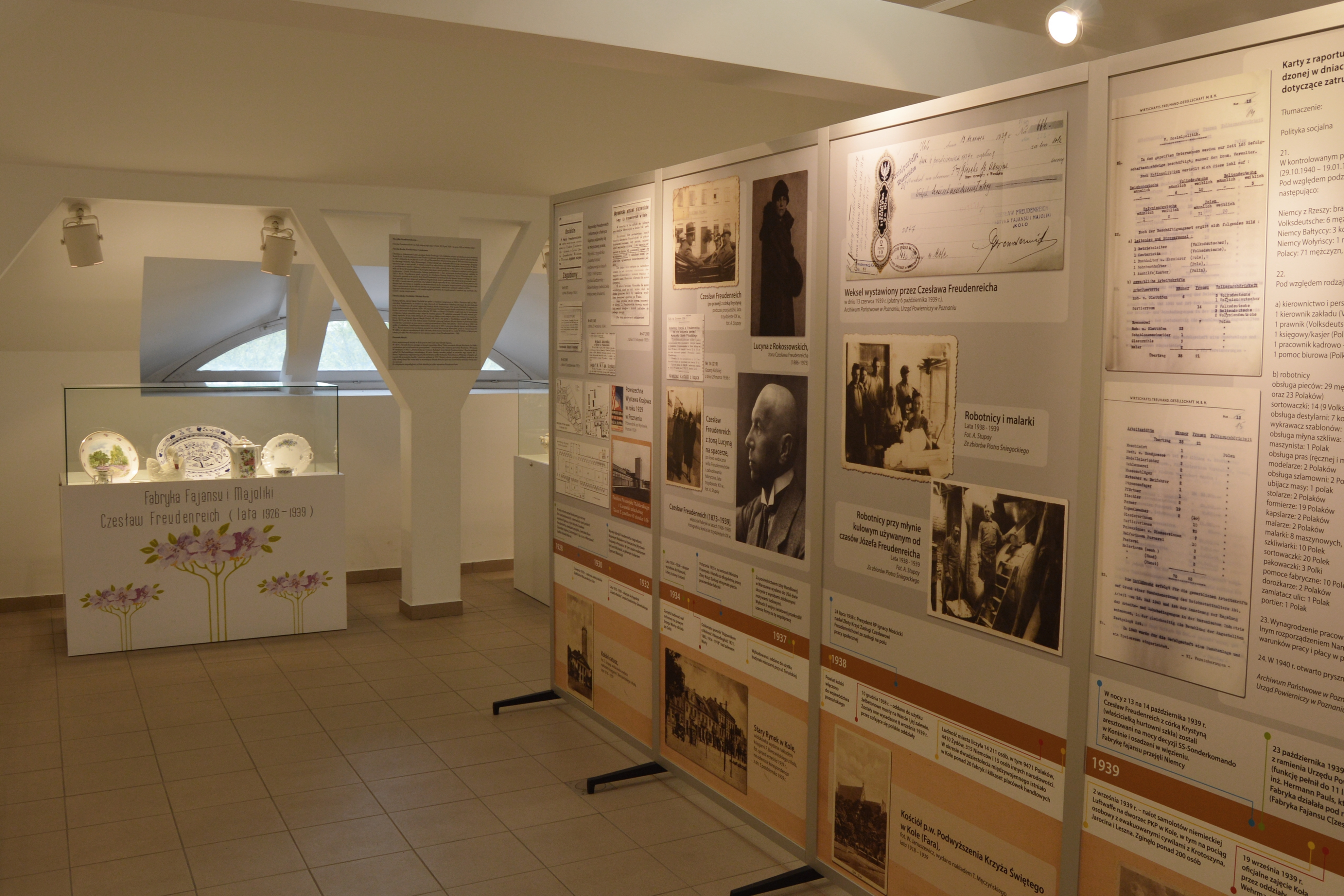
Stała wystawa o historii kolskiego fajansu w poddaszu ratusza miejskiego

Muzeum Technik Ceramicznych w Kole – muzeum w Kole, w województwie wielkopolskim, założone w 1975 roku. 
Oprócz wystaw dotyczących ceramiki prezentuje też ekspozycje na temat historii miasta i inne. Siedziba mieści na terenie osiedla Stare Miasto.

## Historia
Inicjatorem powstania muzeum był Czesław Freudenreich. Pierwszy pomysł powstał w czasie II Rzeczypospolitej. W 1930 roku wystąpił on z pomysłem utworzenia w Kole placówki muzealnej w założonej w 1842 roku przez jego pradziadka Fabryce Fajansu i Majoliki. Z braku środków finansowych plan ten stał się jednak niemożliwy. Kolekcja wyrobów z porcelany, półporcelany, fajansu i majoliki przechowywana była w Izbie Pamiątek w Szkole Podstawowej nr 3, ale w okresie II wojny światowej rozproszyła się i zaginęła.
W 1948 roku w pałacu hr. Kreutzów w Kościelcu Urząd Wojewódzki w Poznaniu utworzył Muzeum Rejonowe w Kole z siedzibą w Kościelcu. Kierownikiem został Jan Szczepankiewicz. W muzeum gromadzono eksponaty przywożone z  majątków ziemskich. W 1947 roku podjęto decyzję o likwidacji muzeum, a zbiory przeniesiono do Muzeum Wielkopolskiego w Poznaniu.
W 1972 roku powstał Dział do spraw Kultury Regionalnej, który gromadził zbiory do Izby Pamiątek Ziemi Kolskiej. Nadzór nad nim objęła mgr etnografii Jolanta Ruchlewicz-Oblizajek. Izba Pamiątek funkcjonowała w latach 1973–1975 w budynku Powiatowego Domu Kultury. Zajmowała się ona różnymi wystawami (obiektami epoki neolitu, srebrnymi monetami).
Od 1975 roku działalność przeniesiono do lokalu przy ul. Kajki 44 i od tej pory zaczęło funkcjonować Muzeum w Kole. Jednak placówka nie utrzymała się sama. Stała się filią Muzeum Okręgowego w Koninie, a potem oddziałem tego Muzeum (1979).
Muzeum Technik Ceramicznych w 1984 roku stało się samodzielną instytucją. Od 2008 roku muzeum wydaje we współpracy z Miejskim Domem Kultury w Kole, Powiatową i Miejską Biblioteką Publiczną w Kole oraz Stowarzyszeniem Przyjaciół Miasta Koła n. Wartą pismo Rocznik Kolski.
W 2022 roku muzeum zostało odznaczone Medalem „Za Zasługi dla Ligi Obrony Kraju”.

## Archeologia
Placówka zajmuje się również badaniami archeologicznymi. W 1983 roku przeprowadzono badania na terenie Koła i jego gminy. W tym okresie dyrektorem muzeum był archeolog Jerzy Rybacki.
Odkryto stanowisko z epoki brązu i okresu rzymskiego. Opracowywano materiał pozyskany z grodzisk stożkowych w Piekarach, z zamku kolskiego, ze Sławska i Uniejowa.
W latach 1985–1987 prowadzono wykopaliska w miejscowości Okoleniec. Pozyskane materiał umieszczono w muzeum. W 1985 i 1986 roku prowadzono badania przy kolskim ratuszu. Pozyskano ceramikę, wyroby ze skóry, kości zwierząt. Jednak badania zostały przerwane ze względu na zawalenie się wieży ratusza.

## Stan obecny
Muzeum na wystawie stałej eksponuje fajans z kolskiej fabryki rodziny Freudenreichów. Wystawy czasowe prezentują różnorodną tematykę.
Po 1990 roku badania są głównie skierowane na historię Ziemi Kolskiej. Józef Stanisław Mujta rozpoczął prace w Archiwum Głównym Akt Dawnych w Warszawie i natrafił na 20 pergaminów i 2 dokumenty papierowe, dokumenty związane z królewszczyzną w Kole. Przetłumaczono z łaciny 7 pergaminów. W 1994 roku rozpoczęto prace nad badaniem wydarzeń z czasów II wojny światowej. Muzeum kontynuuje badania regionalistyczne wydając liczne publikacje o charakterze naukowym i popularnonaukowym.
Za swoją działalność, m.in. wydawniczą, było wielokrotnie nagradzane, m.in. w Konkursie na wydarzenie muzealne roku w Wielkopolsce IZABELLA (2006, 2007, 2010, 2012). Muzeum prowadzi aktywną działalność edukacyjną (konkurs wiedzy historycznej o mieście Kole, warsztaty zdobienia ceramiki, lekcje muzealne). Organizuje półkolonie letnie i zimowe dla dzieci, konferencje naukowe, oprowadzanie po zabytkach miasta i wiele innych inicjatyw. Muzeum współorganizuje również doroczny festyn rycerski-imprezę plenerową.
Muzeum jest finansowane przez władze miasta.
Na poddaszu ratusza w Kole przystosowano pomieszczenie na ekspozycje muzealne. Zlokalizowane tam są dwie stałe wystawy: kolskiego fajansu oraz najdawniejszych dziejów miasta Koła.

## Dyrektorzy
Dyrektorzy muzeum:
- Jolanta Ruchlewicz-Oblizajek (1972–1979)
- Maria Andre (1979–1982)
- Jerzy Rybacki (1982–1991)
- Józef Stanisław Mujta (1991–2004)
- Krzysztof Witkowski (2004–2015)[9]
- Bartłomiej Grzanka (p.o. 2015)
- Aleksandra Ossowska (2015–2018)[10]
- Tomasz Nuszkiewicz (od 2018)[11]